# Échecs en ligne

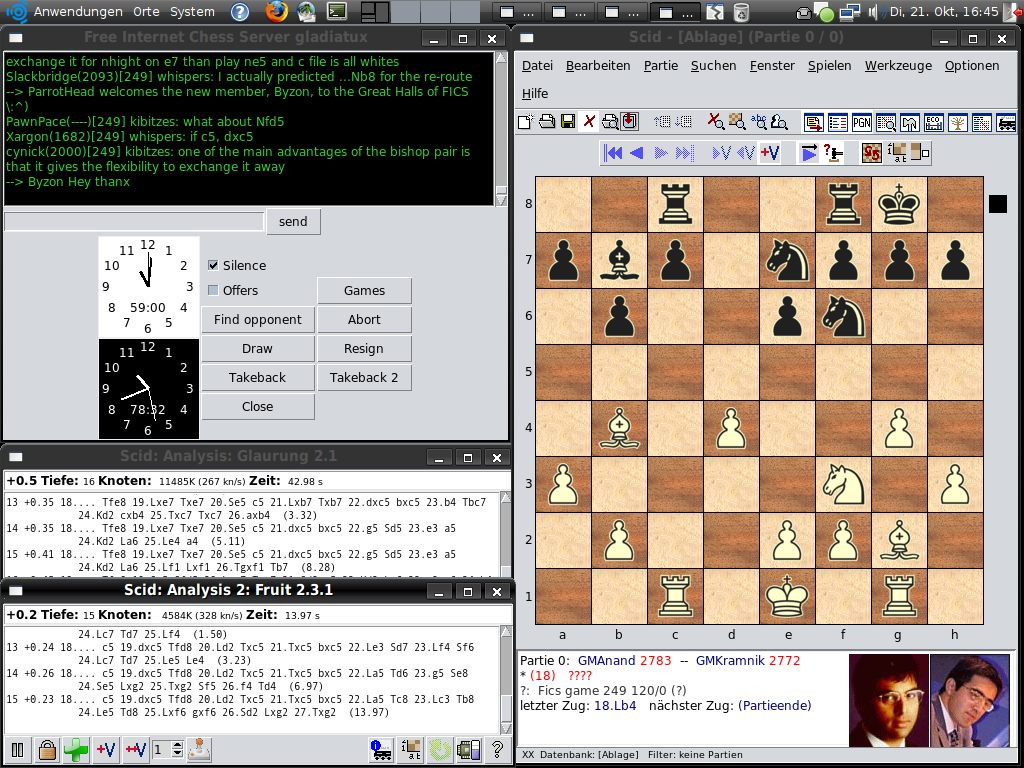
Capture d'écran du logiciel d'échecs gratuit SCID prise lors de la diffusion de la 5e partie du championnat du monde d'échecs 2008 à Bonn.

Les échecs en ligne désignent les échiquiers disponibles sur le net et sur lesquels s'affrontent des internautes.

## Histoire

### Origines
En France, les utilisateurs du Minitel peuvent jouer aux échecs en ligne dès les années 80,,.

### Seconde jeunesse
En 2020, les échecs en ligne attirent de nouveaux joueurs en nombre. Cela s'explique par un regain d'intérêt global pour les échecs avec la sortie de la série Netflix Le Jeu de la dame et le fait que durant les confinements liés à la pandémie de Covid-19, beaucoup de joueurs choisissent de jouer aux échecs pour s'occuper. À cela s'ajoute le nombre croissant de chaînes de streaming dédiées aux échecs durant cette période ainsi que la retransmission de duels de champions commentés par des streamers passionnés en direct sur Twitch,,. Des tournois se déroulant majoritairement en ligne, comme les PogChamps, accroissent encore ce phénomène.
Le nombre de joueurs d'échecs en ligne est estimé à 13 millions[Passage à actualiser].
Durant les confinements, de nombreuses villes ayant un club d'échecs ont organisé des tournois en ligne.

## Apport aux échecs
Internet permet une large diffusion des connaissances relatives aux échecs, chaque joueur peut alors bénéficier de celles-ci. Le niveau échiquéen des joueurs a augmenté ainsi que leur nombre.[réf. souhaitée]
Cependant, il est aussi plus simple d'avoir recours à la triche lors des parties d'échecs en ligne ce qui pourrait menacer la pratique,.
L'accessibilité aux sites d'échecs, le grand nombre de joueurs et leur disponibilité, aussi bien de jour que de nuit, font que les clubs voient leurs effectifs diminuer.[réf. souhaitée]
Les échecs en ligne permettent une progression et un soutien constant des joueurs à tout moment grâce à des cours ou jeux accessibles depuis le domicile. Selon le grand maître indien Vishwanathan Anand : « Les ordinateurs ont changé la façon dont on étudie le jeu. Tout individu, aussi nul et isolé soit-il, se retrouve assis en face du meilleur joueur d'échecs du monde, prêt à répondre n'importe quand à n'importe quelle de ses questions ».